# Amir Hezróni
Amir Hezroni (héberül: אמיר חצרוני; Tel-Aviv, 1968. február 6. –) izraeli kommunikációprofesszor és újságíró. Ismertté vált többek között számos ellentmondásos kijelentéséért.

## Akadémiai pályafutás
Hetsroni a Tel-Avivi „A” Művészeti Gimnáziumban tanult, majd 1993-ban a Tel-Avivi Egyetem Film- és Televíziós Tanszékén szerzett alapdiplomát pszichológia szakon. 1999-ben doktorált kommunikációból a Jeruzsálemi Héber Egyetem kommunikációs tanszékén, Hannah Adoni és Jacob Shamir irányítása alatt.
Az Emek Jezreel Akadémiai Főiskolán dolgozott kommunikációs docensként 2000 és 2009 között, majd 2009-től az Ariel Egyetemen, ahol a מל"ג יו"ש, a Liverpooli Egyetem (Anglia), valamint két másik kínai és isztambuli egyetem által elismert professzori címet szerzett.
2014 augusztusában elbocsátották az Ariel Egyetemről, de 2014 októberében bírósági végzésre visszahelyezték. Ezt követően fizetés nélküli szabadságra küldték, amíg az elbocsátási eljárás le nem zárult 2015. szeptember 30-án. 2016-ban a Koç Egyetemen kezdett tanítani Isztambulban, ahonnan 2021-ben elbocsátották.

### Akadémiai kutatások
Korai kutatásai elsősorban a globális televíziós formátumok, például a kvízműsorok helyi kultúrához való alkalmazkodóképességére összpontosítottak. Később a vitatott szexuális és erőszakos televíziós tartalmak hatását vizsgálta a nézők valóságérzékelésére.
Ezek a tanulmányok a „valóságkonstrukció” iskolájához vagy a „kultivációs elmélethez” (Cultivation theory) tartoznak, de Hetsroni a televízió hatását korlátozottabbnak ítéli meg, mint az iskola uralkodó megközelítése, mind azért, mert a nézés jellemzően alacsony bevonódás mellett történik, mind pedig azért, mert maga a hatás és annak iránya alapvető szocio-demográfiai tényezőktől és pszichológiai változóktól függ. Ez a következtetés arra késztette Hetsronit, hogy kritikus álláspontra helyezkedjen a televíziós adások szabályozásával kapcsolatban.

## Médiakarrier
2013 decemberében „Pitzuchim” címmel regényt adott ki a Yedioth Sfarim (Yedioth Könyvek) kiadónál, egy realista coming-of-age történetet, amely az 1980-as évek Izraelében játszódik, és önéletrajzi elemeket is tartalmaz. A regény nem ért el nagy kereskedelmi sikert, de kritikai elismerést kapott.
2015-ben a „Parashat HaShavua” című műsort vezette Racheli Rotnerrel együtt. 2016-ban szerepelt Hanoch Daum mockumentary tévésorozatában, a „Recalculate Route”-ban. 2017-ben kezdett stand-up comedy-vel fellépni, és elindította online tévés adásait is a „Sh'at Sherut” (Szolgálati óra) című műsorban a „Chalalit T.V.”-n, Benny Zifferrel együttműködve.
2020 májusában a „Amir Hetsroni: Case Study” (Amir Hetsroni | Esettanulmány) című film, egy, az életéről készült dokumentumfilm, amelyet Giuseppe (Yossi) Strenger svájci-izraeli pszichológus és filmrendező készített, elnyerte a „Legjobb dokumentumfilm” díjat a Svájci (SIFF) nemzetközi filmfesztiválon. Később ugyanabban az évben a „Case Study” más Európai fesztiválokon is részt vett, beleértve Olaszországot, Angliat és Ausztriat, ahol a legjobb vágás díját is elnyerte. A filmet 2016 végén forgatták, körülbelül egy hónappal Amir apjának, David Hetsroninak a halála után, és Hetsroni gyászfolyamatát, valamint Shirin Nufi, akkori partnerével való kapcsolatát követi. A filmet Aharon Treitel forgatta.
2021 szeptemberében Hetsroni heti egyórás adást kezdett a „Online TV” médiaportálon. Októberben részt vett Naor Zion „A Charira Testvérek 2” című filmjében.
2024 szeptemberében bejelentették, hogy Hetsroni várhatóan egy rövid interjúműsort fog vezetni az „Achla News” weboldalon. A műsor szatirikus formátumú lesz, és rövid, közösségi hálózatokhoz igazított epizódokat tartalmaz. A műsorban az interjúalanyoknak trambulinon kell ugrálniuk, miközben válaszolnak Hetsroni kérdéseire. A műsor egy Hetsronival készült felvett interjúból indult, és fejlődött ebbe a formátumba.

## Vélemények és viták
Hetsroni különböző újságokban publikált cikkeket, és gyakran megosztotta véleményét a Facebook-fiókján keresztül. Többek között élesen bírálta a gyermekvállalást, amikor az anyagi helyzet nem teszi lehetővé, a Visszatérési törvényt és Izrael állam zsidó identitását, az IDF-ben való sorkatonai szolgálatot és a menyasszonyok és nők Izraelbe való behozatalát, valamint az általa alacsony színvonalúnak tartott akadémiai főiskolákat.

### Nem és női jogok
2014-ben Hetsroni válaszul a „Egy a sok közül” Facebook-oldalra, ahol nők írtak életükben átélt szexuális zaklatásokról, a következőket írta: 

„Külön dicséretet érdemel azon lányok művészi találékonysága, akiket a mindennapokban még a szánalmas és kétségbeesett erőszaktevők is hajlamosak figyelmen kívül hagyni a vonzerejük hiánya miatt, hogy sikerült gazdag és kéjes fantáziavilágot építeniük, ahol még egy Herzl szakállával és Fuad pocakjával rendelkező nő is kívánatos szexuális célpont Brad Pitt számára.”

 E kijelentés következtében az Ariel Egyetem úgy döntött, hogy elbocsátja őt.

### Politikai álláspontok
2010-ben cikket adott ki „Igen a megszállásra – ha megéri” címmel, utalva Izraelnek a legtöbb Júdea és Szamária terület feletti ellenőrzésére. Ugyanebben a szellemben, 2023-ban, a Vaskardok háborúja idején Hetsroni keményvonalas nézeteket vallott, és a Gázai övezet megszállását követelte.Sablon:Forrás nélküli
2015-ben, a huszadik Kneszet választásai utáni napon, posztot tett közzé a Facebookon, amelyben a Visszatérési törvényt hibáztatta az jobboldal izraeli dominanciájáért:

„Ha nem tártuk volna szét a lábunkat válogatás nélkül mindenféle zsidó, és álzsidó, és félzsidó harmadik világbeli országból [...] Bouji könnyedén megnyerte volna a választásokat. [...] Igen, bevándorlók nélkül az arabok több helyet kaptak volna, de egy nagy Ahmad Tibi kisebbség jobb, mint egy Miri Regev többség.”

Ennek következtében Amira Buzaglo újságíróval együtt meghívták a Yom Chadash című műsorba, ahol azt állította, hogy a Visszatérési törvény rasszista törvény. Médiavihar keletkezett, amikor Buzaglo azon vádjára, hogy „fasiszta, rasszista és megvető”, Hetsroni így válaszolt: 

„Semmi rossz nem történt volna, ha a szüleid Marokkóban maradtak volna és ott rohadtak volna”

. Buzaglo válasza után, „A különbséget közted és Hitler között nem látom most” és „Ki engedte meg neked egyáltalán, hogy az egyetemen taníts”, Hetsroni így válaszolt: 

„A professzori címemet tisztességesen szereztem”

, 

„Nem úgy tanultam, mint te egy hetedikes főiskolán”

. Ezen a ponton a műsorvezető, Yoav Limor, azt mondta neki, hogy soha nem szégyellte magát annyira, mint amennyire szégyellte magát „a szájából kijövő abszurditás halomáért”, és hogy számára az interjú véget ért.
A Jeruzsálem napján, 2015. május 17-én Hetsronival készült interjút tettek közzé, amelyben bejelentette, hogy az „akadémiai és médiaüldözés” következtében az állam bojkottját és lejáratását megkísérlők szóvivőjeként kíván működni, miközben Dániaba költözik.
Szülei halála után, anyja 2011-ben és apja 2016-ban, Hetsroni úgy döntött, hogy provokatív üzeneteket véset sírköveikre.
2022. május 2-án, az Online TV Ashdodból sugárzott különleges adása során, az Izrael elesett katonáinak és a terrorizmus áldozatainak emléknapja alkalmából, egy fiatalember székkel dobta meg az arcát, miután Hetsroni kijelentette, hogy nem tiszteli az emlékszirénát. Az eset következtében az adást megszakították, és Hetsronit a Magen David Adom szállította az Ashdodi Assuta Kórházba. Miközben orvosi ellátást kapott, azt mondta a Magen David Adom önkéntesének, aki segített neki: „Egész életemben azt fogom mondani, hogy menj vissza Marokkóba. Ez az én véleményem, és egész életemben ezt fogom mondani”. Később rendőrségi feljelentést tett. Egy később az Ice weboldalon megjelent válaszcikkben Hetsroni elmondta, hogy a támadáson kívül sértésekkel is szembesült, paprikaspray-vel és tisztítószerekkel fújták le, és összetörték az autója ablakait. Az eset elítélést váltott ki ismert és médiás személyiségekből, mint Sivan Cohen, „Hatzel”, Evgeny Zharovinsky és Itay Shechter. Az incidensről készült videó, amelyen Hetsroni zavartan átöleli a műsorvezetőt, Kobi Swissa-t, vírusszerűen terjedt, és számos online és egyéb tribute-ot generált, beleértve az „Eretz Nehederet” című műsorban is egy imitációt.

### Kereset a Facebook ellen
2018 áprilisában a Facebook bezárta a profilját, amelynek több tízezer követője volt, azzal az indokkal, hogy gyűlöletbeszédet terjesztett. Hetsroni beperelte a Facebookot, profilja visszaállítását és egymillió sékel kártérítést követelve. 2021 januárjában a bíróság úgy döntött, hogy elutasítja Hetsroni keresetét, és 30 000 sékel perköltség megfizetésére kötelezték. 2021 áprilisában Hetsroni beperelte a „TikTok”-ot a fiókja bezárása miatt.

### Konfliktusok az akadémiai intézményekkel
Hetsroni beperelte az Emek Jezreel Akadémiai Főiskolát, amely megpróbálta elbocsátani őt, és az ügy megegyezéssel zárult. 2014 áprilisában Hetsronit elbocsátási meghallgatásra hívták be az Ariel Egyetemről kijelentései miatt, de a Munkaügyi Bíróság kimondta, hogy adminisztratív úton nem lehet elbocsátani, és az ügyet az egyetem fegyelmi bizottságának kell tárgyalnia. 2014 augusztusában Hetsroni felmondólevelet kapott az egyetemtől, és ezt megfellebbezte. Az egyetem azt állította, hogy az elbocsátás oka a sok társadalmi csoport, köztük a nők elleni sértő kijelentései voltak. Az egyetem szerint Hetsroni saját szavaival élve, „a nők a kizsákmányolás, zaklatás és nemi erőszak ellen csak azért harcolnak, mert hiányzik a vonzerejük”. Emellett lebecsülte a kommunikációtudományi szakmát, amelyet tanított, és „a semmi tudományának” nevezte. Júniusban Hetsronit azonnali hatállyal elbocsátották az egyetemről helytelen magatartás és a kari lakás ablakának nyitva hagyása miatt okozott kárra hivatkozva. Ennek eredményeként Hetsroni bejelentette szándékát, hogy elhagyja az akadémiát, mivel nincs helye azoknak, akiknek heterodox véleményük van.

## Magánélet
Hetsroni Tel-Avivban született, Sima (született Kolker) és David Hetsroni (eredetileg Szaczgowski) egyetlen gyermekeként. Katonai szolgálatát a „BaMahane Gadna” magazinban teljesítette.
Hetsroni Karmei Yosefben élt időszakosan 1998 óta. 2015 májusában elhagyta Izraelt és Koppenhágaba, Dániaba költözött, majd Kínába, majd visszatért Karmei Yosefi otthonába.
2015 és 2017 között bonyolult és sokat tárgyalt kapcsolata volt Shirin Nufi ügyvédnővel, egy izraeli arab kereszténnyel. 2019 és 2021 között kapcsolata volt Nevsal Sungerrel Törökországban. Hetsroni maga is kijelentette több interjúban, hogy gyermektelennek azonosítja magát, és averziója van a gyermekek iránt.

## Fordítás
Ez a szócikk részben vagy egészben  a(z)   אמיר חצרוני című héber Wikipédia-szócikk ezen változatának fordításán alapul.  Az eredeti cikk szerkesztőit annak laptörténete sorolja fel. Ez a jelzés csupán a megfogalmazás eredetét és a szerzői jogokat jelzi, nem szolgál a cikkben szereplő információk forrásmegjelöléseként.